# Адміністративний устрій Любомльського району
Адміністративний устрій Любомльського району — адміністративно-територіальний поділ Любомльського району Волинської області на 1 міську громаду, 1 селищну громаду, 2 сільські громади та 3 сільські ради, які об'єднують 70 населених пунктів та підпорядковані Любомльській районній раді. Адміністративний центр — м. Любомль.

## Список громадЛюбомльського району
- Вишнівська сільська громада
- Головненська селищна громада
- Любомльська міська громада
- Рівненська сільська громада

## Список радЛюбомльського району
| № | Назва                       | Центр         | Населені пункти                            | Площа км? | Місце за площею | Населення (2001), чол. | Місце за населенням | Розташування |
| - | --------------------------- | ------------- | ------------------------------------------ | --------- | --------------- | ---------------------- | ------------------- | ------------ |
| 1 | Зачернецька сільська рада   | c. Зачернеччя | c. Зачернеччя с. Біличі с. Високе          |           |                 |                        |                     |              |
| 2 | Згоранська сільська рада    | c. Згорани    | c. Згорани с. Гупали с. Заозерне с. Сильне |           |                 |                        |                     |              |
| 3 | Хворостівська сільська рада | c. Хворостів  | с. Хворостів с. Руда                       |           |                 |                        |                     |              |